# Bernard Nieuwentijt

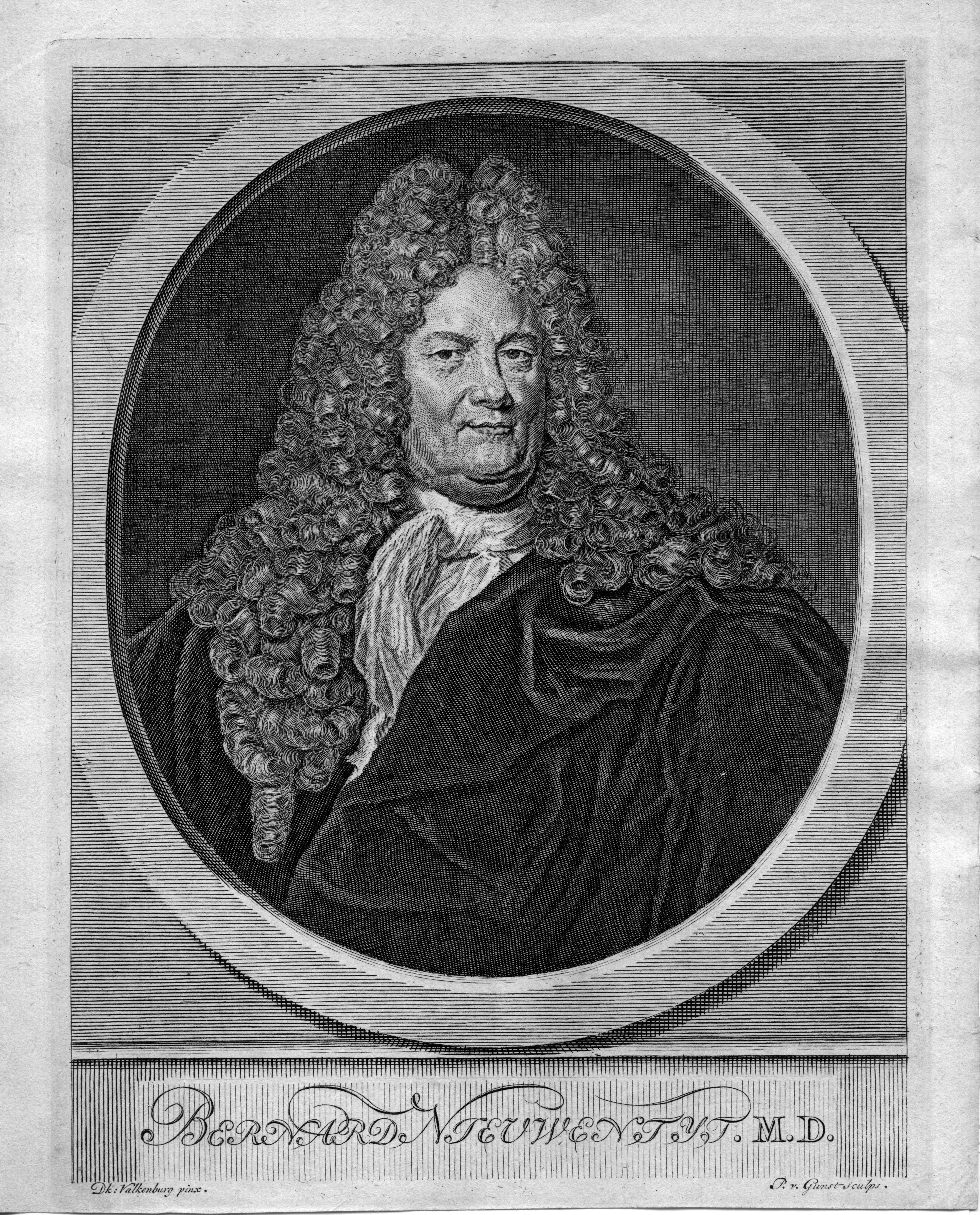
Bernard Nieuwentijt

Bernard Nieuwentijt (* 10. August 1654 in West-Graftdijk; † 30. Mai 1718 in Purmerend) war ein niederländischer Philosoph und Mathematiker.

## Wirken
Nach dem Studium der Medizin und Rechtswissenschaften in Leiden (wo er von der Universität verwiesen wurde) und Utrecht praktizierte er als Arzt in Purmerend. Außerdem war er Bürgermeister in seiner Wahlheimat.
Nieuwentijt versuchte die Existenz des Göttlichen durch die teleologische Beweisführung zu erreichen. Heftig kritisierte er den Rationalismus und Spinozismus mit wissenschaftsbezogenen methodologischen Argumenten. Seine Ideen beruhen darauf, dass Naturgesetze eine kontingente Geltung haben, d. h., sie sind zwischen einer idealen Wahrheit (die stets hypothetisch bzw. voraussetzungsabhängig ist) und erfahrungsabhängigen Tatsachenwahrheiten verortet. Er kritisiert, unter anderem, auch die Verwendung von unendlich kleinen Größen wie Isaac Newton sie vorgeschlagen hat und die Einführung von höheren Differentialen von Gottfried Wilhelm Leibniz.
Die Werke Het regt gebruik der werelt beschouwingen ter overtuiginge von ongodisten en [...], Amsterdam 1714 (dt.: Erkänntnüss der Weisheist, Macht und Güte des Göttlichen Wesens, aus dem rechten Gebrauch derer Betrachtungen aller irrdischen Dinge dieser Welt, Frankfurt, 1732) und Gronden van zekerheid [...] Amsterdam, 1920 waren im 18. Jhd. sehr einflussreich für die Philosophie der Naturwissenschaften bzw. Mathematik.
1695 veröffentlichte er die erste elementare Einführung in die Analysis (Analysis infinitorum), wobei er systematisch Autoren wie Jan Hudde, John Wallis und Isaac Barrow behandelt, aber die Arbeiten von Gottfried Wilhelm Leibniz damals noch nicht gekannt zu haben scheint. Bald darauf entspann sich ein Streit mit Leibniz und Johann I Bernoulli, in dem er aber unterlag.

## Werke
- Considerationes circa analyseos ad quantitates infinite parvae applicatae principiae, et calculi differentialis usum in resolvendis problematibus geometricis, Amsterdam 1694
- Analysis infinitorum seu curvilineorum proprietates ex polygonorum natura deductae, Amsterdam 1695
- Considerationes secundae circa calculi differentialis principia; et responsio ad virum nobilissimum G.G. Leibnitium, Amsterdam 1696
- Het regt gebruik der wereltbeschouwingen, ter overtuiginge van ongodisten en ongelovigen, Amsterdam 1715 (Das Buch erlebte mehrere Auflagen bis 1740 und wurde ins Englische (The religious philosopher, or the right use of contemplating the works of the Creator, 1718), Deutsche und Französische übersetzt)
- Gronden van zekerheid, of de regte betoogwyse der wiskundigen, so in het denkbeeldige als in het zakelijke. Ter wederlegging van Spinosaas denkbeeldig samenstel en ter aanleiding van een sekere sakelyke wysbegeerte, Amsterdam 1720